# Eaux-Puiseaux
Eaux-Puiseaux är en kommun i departementet Aube i regionen Grand Est (tidigare regionen Champagne-Ardenne) i nordöstra Frankrike. Kommunen ligger  i kantonen Ervy-le-Châtel som ligger i arrondissementet Troyes. År 2022 hade Eaux-Puiseaux 251 invånare.

## Befolkningsutveckling
Antalet invånare i kommunen Eaux-Puiseaux
Referens: INSEE